# Ватиканський вокзал
41°54′04″ пн. ш. 12°27′04″ сх. д. / 41.901° пн. ш. 12.451166666667° сх. д.
Ватиканський вокзал (італ. Stazione ferroviaria del Vaticano) — єдиний залізничний вокзал міста-держави Ватикан .

## Історія

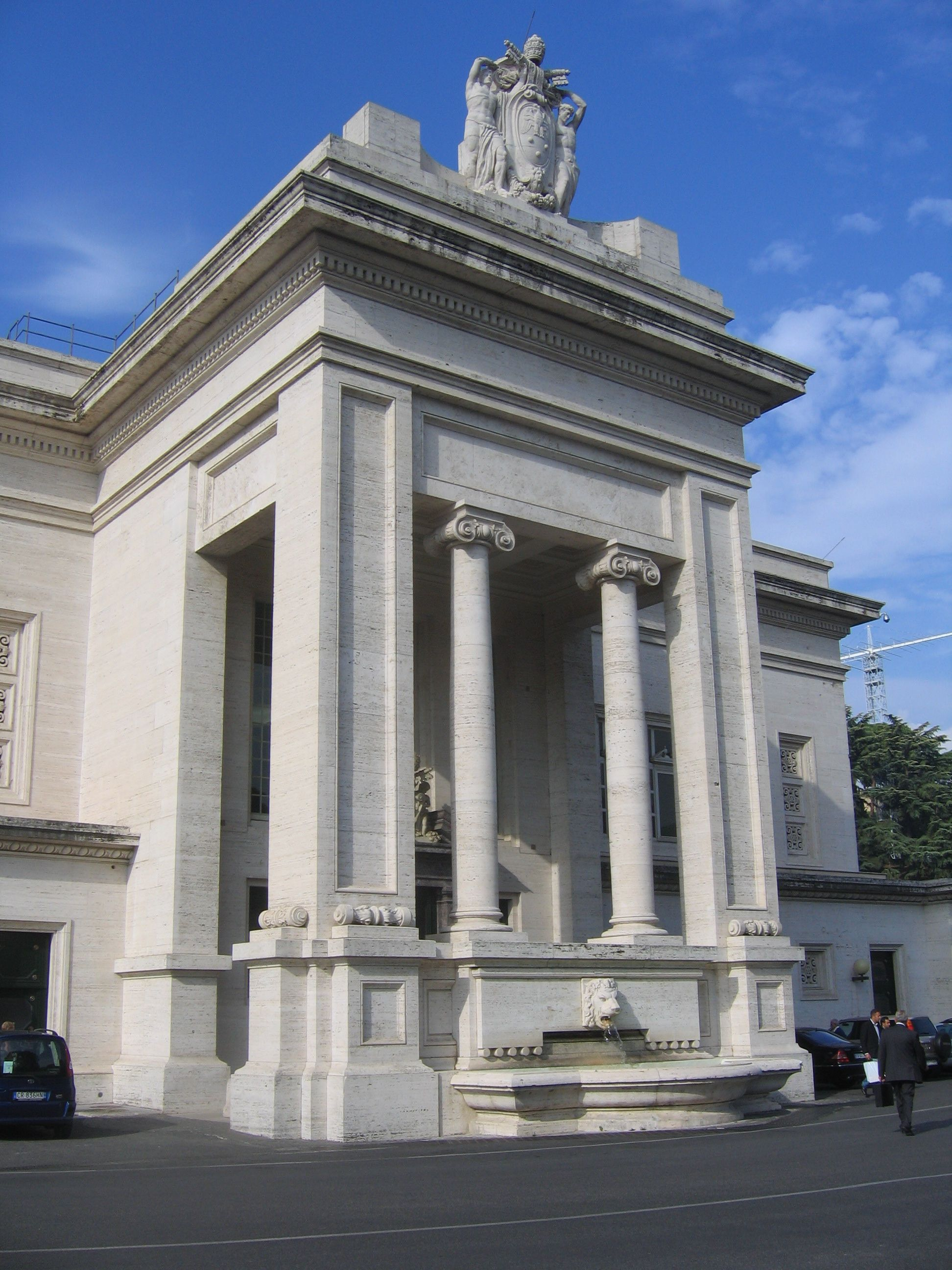
Фасад вокзалу

Ватикан як незалежна держава була створена в результаті підписання 11 лютого 1929 року Латеранських угод між кардиналом П'єтро Гаспаррі та прем'єр-міністром Королівства Італії Беніто Муссоліні. Шоста глава угод передбачала будівництво на території Ватикану, за кошти Італії, вокзалу та залізничної гілки, що сполучало його із залізничною мережею Італії поблизу залізничної станції Сан-П'єтро.
Незабаром для вокзалу було обрано місце — позаду Губернаторського палацу — і почалося будівництво, яке завершилося за три роки — у квітні 1932 року. При будівництві довелося вирішити чимало технічних проблем, зокрема, провели великий обсяг земляних робіт для того, щоб зрівняти рівень землі з рівнем італійських залізниць (38 метрів над рівнем моря), також довелося збудувати віадук. При цьому інженери та будівельники працювали швидше, ніж чиновники, — лише 12 вересня 1934 року була ратифікована залізнична угода між Італією та Ватиканом і лише 2 жовтня того ж року італійське залізничне відомство передало вокзал та залізничну гілку, що прямує до нього ватиканським фахівцям.
Вокзал планувався, перш за все, для пасажирських перевезень, проте практично ніколи не використовувався і не використовується в цій ролі — більша частина і так незначних перевезень є вантажними. Вперше він був використаний для пасажирських перевезень лише 11 квітня 1959 року для перевезення праху Папи Пія X у Венецію. Папи Пій X та Пій XI ніколи не користувалися Ватиканським вокзалом. Першим Папою Римським, який скористався ним за прямим призначенням, був Іван XXIII, коли 4 жовтня 1962 року вирушив з нього в паломництво святими місцями в Лорето і Ассізі перед Другим Ватиканським собором. Вокзал кілька разів використовували для подорожей також Папи Іван Павло II та Бенедикт XVI.

## Будівля

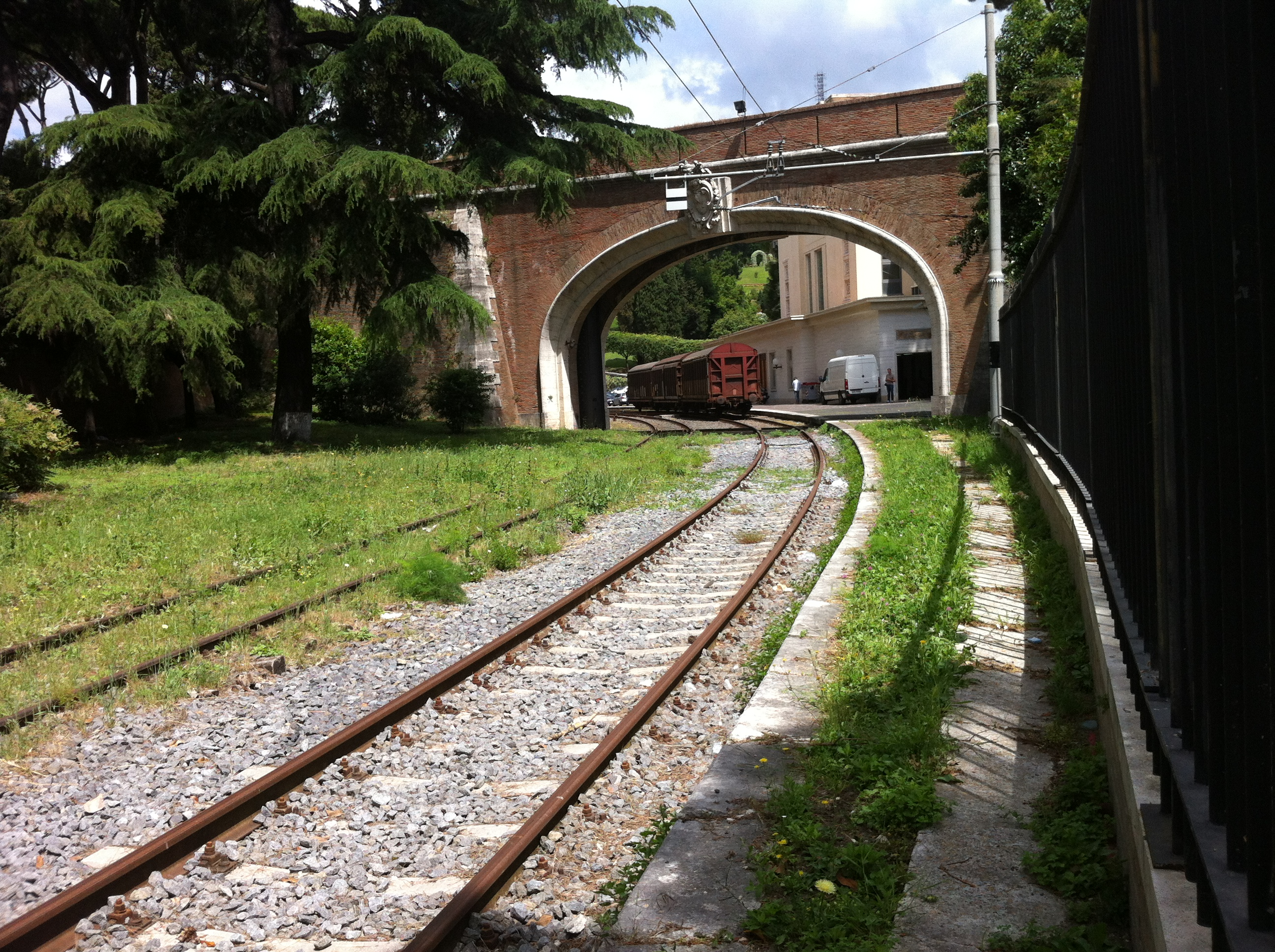
Під'їзні колії

Будівлю вокзалу було збудовано за проєктом італійського архітектора Джузеппе Момо. Її споруджено з білого травертину. Вона має довжину 61 м, ширину 21,50 м, висоту від 5,95 м у бічних крилах до 16,85 м у середній частині. Фасад прикрашений двома барельєфами, виконаними італійським скульптором Едоардо Рубіно — «Чудовий улов Святого Петра» та «Піднесення пророка Іллі на вогняній колісниці». Над барельєфами вміщено герб Пія XI, підтримуваний двома алегоричними фігурами, що втілюють Роздуми та Дії. Зал очікування всередині вокзалу облицьований мармуром, його дах підтримують вісім облицьованих циполіном колон, інтер'єри прикрашені бронзовими вазами та люстрами венеційського скла . Однак наприкінці 1980-х років зал очікування був поділений на дві частини — в одній з них знаходиться Музей філателії та нумізматики, а в іншій — сувенірний магазин; таким чином, зали очікування вокзалу тепер, фактично, не існує. Над платформою є невеликий навіс.

## Інфраструктура
Вся довжина залізничних колій Ватикану становить 800 метрів, вони не електрифіковані. Поблизу платформи є окремі будівлі, в яких розташовуються маневрова та управлінська служби. Оскільки ватиканська залізниця використовується вкрай рідко, стрілочні переводи, що встановлені на ній, досі переводяться вручну. Ватикан не має власного залізничного рухомого складу, ним використовуються локомотиви та вагони Італійських державних залізниць.